# Tiến sĩ

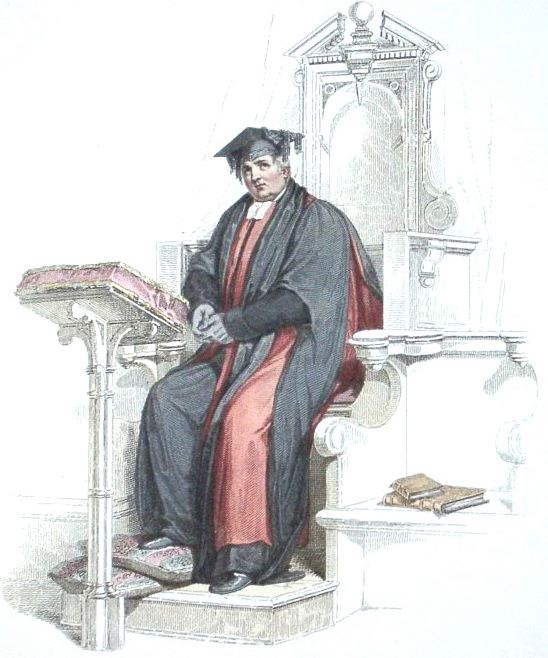
Tranh khắc mô tả hình ảnh một tiến sĩ thần học ở Viện Đại học Oxford, trong áo choàng có hai màu đỏ và đen tương ứng với học vị của mình; in trong cuốn History of Oxford của Rudolph Ackermann, năm 1814.

Tại một số quốc gia ở Mỹ và châu Âu, tiến sĩ là một học vị do trường đại học cấp cho nghiên cứu sinh sau đại học, công nhận luận án nghiên cứu của họ đã đáp ứng tiêu chuẩn bậc tiến sĩ, là hoàn toàn mới chưa từng có ai làm qua. Thời gian để hoàn thành luận án tiến sĩ có thể từ 3 đến 5 năm hay dài hơn, tùy thuộc vào tình hình hay điều kiện khác nhau của từng nghiên cứu sinh, có thể làm bán thời hay toàn thời. Có trường hợp nghiên cứu sinh không thể hoàn thành luận án của mình vì lý do nào đó và xin rút lui.

## Từ nguyên
Từ Hán Việt "Tiến sĩ" (進士) vốn được dùng để chỉ người đỗ đạt cao thời phong kiến. Những vị Tiến sĩ này thường phải đỗ các kỳ thi do chính quyền đương thời tổ chức gồm thi hương, thi hội, và thi đình rồi sau đó được bổ nhiệm ra làm quan. Ngày nay, từ Tiến sĩ trong tiếng Việt để dùng để chỉ một học vị dành riêng cho những người công tác trong tất cả các lĩnh vực học thuật nói chung. Trong tiếng Anh, Tiến sĩ được gọi chung gọi là "Doctor of Philosophy" hoặc "PhD", và từ viết tắt cho danh hiệu của một vị Tiến sĩ là Dr. (trong từ Doctor). Cách gọi này rất dễ gây nhầm lẫn với những người đang công tác trong ngành Y - người được gọi với danh xưng Bác sĩ (trong tiếng Anh cũng gọi là Doctor) như ta thường nghe trong đời sống hằng ngày. Trong các nước sử dụng chữ Hán gồm Nhật Bản, Hàn Quốc/Triều Tiên, Trung Quốc, Đài Loan thì tên gọi "Bác sĩ" (博士) nghĩa là Tiến sĩ (PhD), với “bác" trong từ uyên bác, nghĩa là học vấn sâu rộng, "sĩ" để chỉ những người học thức cao, trí thức, có kiến thức chuyên sâu về một lĩnh vực nhất định, được xã hội thừa nhận và “Bác sĩ” (medical doctor) được dùng các từ như y sinh, y sư. Tuy nhiên, trong tiếng Việt kể từ đầu thế kỷ XX, "Bác sĩ" lại bị hiểu sai thành "người làm nghề Y" - một người đúng ra phải được gọi với cái tên là "Y sĩ". Cách gọi tên sai này có thể xuất phát từ thời nước ta rơi vào vòng thuộc địa của Pháp, khi mà Y học phương Tây được chính quyền thực dân du nhập, phổ cập, và mở các trường lớp đào tạo trên lãnh thổ nước ta..

## Lịch sử

### Ở châu Âu
Từ Ph.D có gốc Latin là Doctor Philosophiæ. Doctor nghĩa là "thầy", "chuyên gia", "chức trách". Philosophy (triết học) có nguồn gốc từ thời Trung cổ ở châu Âu, khi mà các trường đại học có bốn chuyên khoa (faculty) chính: thần học, luật, y học và triết học. Tuy có danh chính thức là chuyên gia triết học ("Doctor of Philosophy" hay PhD) nhưng tiến sĩ không chỉ là danh hiệu (title) dành riêng cho người nghiên cứu triết học.
PhD là một học vị cho tất cả các ngành khoa học, kể cả khoa học cơ bản và khoa học xã hội, nhân văn. Hệ thống bằng cấp đại học ngày nay được bắt nguồn và mô phỏng từ hệ thống văn bằng của hai trường đại học cổ kính ở Âu châu vào thế kỷ 12: Trường Đại học Paris ở Pháp (thành lập vào năm 1170) và Trường Đại học Bologna ở Ý (thành lập vào khoảng 1158).
Theo bộ luật La Mã, vào thời Trung cổ, mỗi ngành nghề có quyền thành lập một hiệp hội gọi là Collegium, và hiệp hội này bầu ra những người có danh hiệu là Magistrates. Vào thời này, người được nhận vào phụ giảng được gọi là Bachalari.
Vào cuối thế kỉ 12, Trường Đại học Paris thay đổi học vị này thành Baccalaureaet. Lúc bấy giờ, văn bằng Baccalauréate hay Bachelor là học vị duy nhất được cấp cho những thí sinh đã thi đỗ khóa thi do các Magistrates đặt ra và đã học xong một chương trình giáo khoa 4 năm về ngữ pháp, tu từ học và logic. Sau khi xong văn bằng Bachelor, thí sinh có thể theo học tiếp chương trình Master hay Doctor. Và sau khi đã xong chương trình học Master hay Doctor (khoảng 8 năm học), một hội đồng chuyên môn sẽ được thành lập nhằm duyệt xét thí sinh để kết nạp vào tổ chức được gọi là Universitas of Doctors. Sự kếp nạp này cũng là một chứng chỉ để được hành nghề dạy đại học. Lúc bấy giờ, những danh xưng như Master, Doctor và Professor có cùng nghĩa và tương đương về giai cấp: họ hành nghề dạy học.
Vào thế kỉ 13, những người dạy học tại Trường Đại học Bologna, lúc đó là trung tâm huấn luyện về luật pháp ở Âu châu, được gọi là Doctor. Trong khi đó ở Trường Đại học Paris, là trung tâm về văn học nghệ thuật, những người dạy học được gọi là Master. Sự bình đẳng giữa Master và Doctor bị chấm dứt ở Anh và Mĩ, nơi mà văn bằng Doctor sau này được đánh giá cao hơn văn bằng Master. Ở Anh, hai trường đại học Oxford (thành lập vào khoảng 1249) và Cambridge (thành lập vào khoảng 1209) được mô phỏng theo hệ thống tổ chức của Trường Đại học Paris; do đó, các nhà khoa bảng các môn văn hóa nghệ thuật thường được gọi là "Master", trong khi các đồng nghiệp của họ trong các môn học như triết, thần học, y học, và luật được gọi là "Doctor".
Ngày nay, tên các bằng cấp như "Master of Arts" và "Doctor of Philosophy" có nguồn gốc từ sự phân chia này.

### Ở Đông Á

#### Việt Nam
Trong giai đoạn quân chủ, tại các cuộc thi Nho học của Việt Nam, học vị tiến sĩ được trao cho những người đỗ tất cả ba kỳ thi: thi Hương, thi Hội và thi Đình, được ghi danh trong khoa bảng (trừ thời nhà Nguyễn, có thêm học vị Phó bảng không phải là tiến sĩ, nhưng cũng được chấm đỗ ba kỳ thi trên). Thời nhà Trần những người đỗ tiến sĩ được gọi là Thái học sinh.
Thời Hậu Lê, nhà Mạc và nhà Nguyễn, tiến sĩ được dùng để phong cho những người thi đậu trong các kỳ thi Đình và thi Hội tùy theo từng thời. Danh sách các tiến sĩ thời hậu Lê và Mạc được khắc trên các bia tiến sĩ Văn Miếu Thăng Long. Vào thời nhà Nguyễn, kinh đô được chuyển vào Phú Xuân - Huế, Văn Miếu Thăng Long không còn là văn miếu quốc gia nữa nên các bia tiến sĩ không còn được dựng tại đây. Nhà Nguyễn bắt đầu cho dựng bia tiến sĩ tại Văn Miếu Huế từ khoa thi năm 1822. Tổng số các tiến sĩ, phó bảng và tương đương (trúng tuyển thi Hội) kể từ khoa thi đầu tiên 1075 đến khoa thi cuối cùng 1919 là 2.848 người.
Bắt đầu từ thế kỷ 20, học vị Tiến sĩ của Việt Nam bắt đầu áp dụng chính thức theo hệ thống giáo dục hiện đại của châu Âu. Thời Pháp thuộc, mặc dù nền giáo dục bị giới hạn nhiều bởi tình trạng thuộc địa, lịch sử vẫn ghi nhận một số người bản xứ lấy được học vị Tiến sĩ như Phan Văn Trường (Tiến sĩ Luật đầu tiên của Việt Nam), Nguyễn Mạnh Tường (2 văn bằng tiến sĩ lúc 23 tuổi),...
Một khoảng thời gian từ 1954-1975 tại miền Bắc Việt Nam và từ 1975-1998 trên cả nước Việt Nam, do chịu ảnh hưởng của hệ thống giáo dục của Liên Xô, tồn tại 2 bậc học vị là Phó tiến sĩ (Кандидат наук) và Tiến sĩ (Доктор наук).
Kể từ thời điểm có hiệu lực của Luật Giáo dục năm 1998, học vị Phó tiến sĩ được đổi thành học vị Tiến sĩ, và các bậc học vị Tiến sĩ cũ theo hệ thống giáo dục Đông Âu và Liên Xô được đổi thành học vị Tiến sĩ khoa học. Ở Việt Nam, học vị Tiến sĩ do trường đại học hoặc viện nghiên cứu thuộc nhà nước có thẩm quyền cấp cho các nghiên cứu sinh chuyên ngành sau khi công nhận luận án của họ. Dù hệ thống Đông Âu và Liên Xô đã tan rã, hiện nay Việt Nam vẫn cấp học vị Tiến sĩ khoa học cho những Tiến sĩ chuyên về nghiên cứu khoa học.
Tính tới năm 2016, theo số liệu của Cục Thông tin khoa học và công nghệ quốc gia, Bộ Khoa học và công nghệ, VN hiện có hơn 24.000 tiến sĩ. Trong đó, theo Bộ GD-ĐT, số tiến sĩ làm việc trong các trường ĐH, CĐ có khoảng 15.000 người (bao gồm cả các giáo sư, phó giáo sư).

## Tiêu chuẩn cho học vị tiến sĩ
Để có được văn bằng tiến sĩ, ứng viên phải đạt hai điều kiện. Thứ nhất, ứng viên phải có kiến thức uyên bác và làm chủ kiến thức về một đề tài khoa học. Thứ hai, ứng viên phải mở rộng hay phát triển thêm tri thức về đề tài đó. Để làm chủ đề tài nghiên cứu, nghiên cứu sinh phải tìm đọc và cố gắng hiểu tất cả những gì đã viết hay công bố về đề tài đó. Không như ở bậc cử nhân, kiến thức thường có thể tìm thấy trong sách giáo khoa, đối với bậc tiến sĩ kiến thức thường được tìm trong các tập san khoa học. Để mở rộng kiến thức về một đề tài, nghiên cứu sinh phải làm nghiên cứu khoa học theo sự hướng dẫn của thầy, cô. Chính phần nghiên cứu khoa học này phân biệt giữa tiến sĩ và các chương trình cử nhân hay thạc sĩ. Học tiến sĩ thực chất là làm nghiên cứu khoa học, không có nghiên cứu khoa học thì không thể trở thành tiến sĩ được.
Nghiên cứu khoa học ở cấp tiến sĩ phải thể hiện một đóng góp mới vào tri thức cho chuyên ngành mà không nhất thiết phải mang tính ứng dụng thực tiễn. Tri thức mới ở đây bao gồm việc phát hiện mới, khám phá mới, hay cách diễn giải mới cho một vấn đề cũ, hay ứng dụng một phương pháp mới để giải quyết một vấn đề cũ,... Những tri thức như thế có thể không có khả năng ứng dụng trong tương lai gần, nhưng có thể góp phần thúc đẩy chuyên ngành phát triển một mức cao hơn và hơn thế nữa.
Học tiến sĩ không chỉ là hoàn tất luận án vì luận án chỉ là một phần của chương trình đào tạo. Luận án là một báo cáo có hệ thống những phương pháp và kết quả nghiên cứu của nghiên cứu sinh. Do đó, luận án chỉ là một tiêu chuẩn quan trọng trong các tiêu chuẩn để được cấp bằng tiến sĩ. Ngoài luận án ra, nghiên cứu sinh phải đáp ứng 6 tiêu chuẩn cơ bản:
- Phải chứng tỏ mình có những kiến thức cơ bản về khoa học, và những kiến thức chuyên sâu về lĩnh vực nghiên cứu mà mình theo đuổi.
- Phải am hiểu các tài liệu nghiên cứu cần thiết về lĩnh vực chuyên môn mình theo học, và phải có khả năng cập nhật hóa kiến thức cũng như tất cả những phát triển mới liên quan đến lĩnh vực nghiên cứu.
- Phải chứng tỏ kĩ năng phát hiện vấn đề hay đặt câu hỏi có ý nghĩa cho nghiên cứu chuyên ngành của mình.
- Phải làm chủ được phương pháp nghiên cứu khoa học hay phương pháp thí nghiệm cơ bản.
- Phải chứng tỏ đã đạt được những kĩ năng về truyền đạt thông tin, kể cả trình bày kết quả nghiên cứu trong các diễn đàn khoa học quốc gia và quốc tế, khả năng viết báo cáo khoa học.
- Phải chứng tỏ đã nắm vững kĩ năng thiết kế một công trình nghiên cứu và độc lập trong nghiên cứu.

Do đó, nghiên cứu sinh cũng cần phải công bố vài bài báo khoa học trên các tập san khoa học quốc tế trước khi viết luận án. Công bố quốc tế là một hình thức tốt nhất vì qua đó mà đồng nghiệp khắp thế giới có thể thẩm định chất lượng của công trình nghiên cứu và luận án của nghiên cứu sinh. Công bố quốc tế là một điều gần như tất yếu trong quá trình học tiến sĩ ở các đại học ở châu Âu, Hoa Kỳ và Úc. Tại những nơi này, nghiên cứu sinh được khuyến khích hoặc gần như bắt buộc phải công bố vài bài báo khoa học trước khi viết luận án tiến sĩ. Ở một số nước Bắc Âu, luận án tiến sĩ thực chất là tập hợp một số bài báo khoa học đã công bố trên các tập san quốc tế. Ngày nay, các đại học lớn ở Thái Lan, Trung Quốc, Hàn Quốc, Đài Loan,... cũng có quy định tương tự.
Số bài báo khoa học cần thiết để có thể bảo vệ luận án tiến sĩ tùy thuộc vào quy định của trường đại học, của khoa chuyên ngành. Những quy định này rất khác nhau giữa các trường ngay cả trong cùng một nước. Chẳng hạn như trong các khoa xã hội và kinh tế học, yêu cầu bài báo khoa học không được đặt nặng bằng các khoa khoa học tự nhiên và thực nghiệm. Ở Hoa Kỳ người ta không có những quy định "cứng" phải có bao nhiêu bài báo khoa học để viết luận án tiến sĩ, vì nghiên cứu sinh phải học "coursework" một thời gian trước khi bắt tay vào nghiên cứu. Ở Anh và Úc, nghiên cứu sinh hoàn toàn làm nghiên cứu mà không có "coursework", nhưng cũng không có quy định trên giấy trắng mực đen bao nhiêu bài báo. Tuy nhiên, có quy ước ngầm theo kiểu truyền miệng là một luận án tiến sĩ cần phải có ít nhất là 2 bài báo khoa học, tốt hơn là ít nhất 3 bài báo khoa học, cộng với các bài khác chưa công bố.
Học vị tiến sĩ là một học vị cao nhất trong hệ thống giáo dục đại học. Ở các nước phương Tây, xã hội kính trọng những người có học vị tiến sĩ và gọi họ bằng danh xưng "Doctor". Hầu hết các trường đại học đều đòi hỏi các giảng viên và các giáo sư phải có bằng tiến sĩ. Đa số các nhà nghiên cứu ở các phòng nghiên cứu chuyên nghiệp đều có bằng này. Tuy vậy, không phải ai có bằng tiến sĩ cũng hành nghề dạy học hay nghiên cứu, và ngược lại không phải tất cả những giảng viên đại học hay nhà nghiên cứu phải có bằng tiến sĩ.